# Age of Empires: Mythologies
Age of Empires: Mythologies ist ein rundenbasiertes Strategie-Videospiel, das von Griptonite Games entwickelt und von THQ für den Nintendo DS veröffentlicht wurde.

## Gameplay
Age of Empires: Mythologies erlaubt es dem Spieler, eine der drei historischen und mythologische Zivilisationen zu befehligen: die Griechen, Ägypter und Skandinavier. Es verfügt über einen Einzelspieler-Kampagnen- und Szenario-Modus sowie einen Mehrspieler-Wireless- und einen Hotseat-Modus.

## Rezeption
Age of Empires: Mythologies hat bei GameRankings eine Punktzahl von 79,54 % (basierend auf 23 Bewertungen), und bei Metacritic eine Punktzahl von 78/100 (basierend auf 28 Bewertungen) erhalten.